# Chalcophora
Chalcophora  (лат.) — род жуков-златок.

## Описание
До 3 см, один из крупнейших в Европе по размеру род златок. Продолговатое тело имеет темно-бронзовую окраску. Около 40 видов и подвидов. В России два вида: Chalcophora intermedia Rey, 1890 и Chalcophora mariana (Linnaeus, 1758)

## Виды Европы
В Европе 3 вида.
- Chalcophora detrita (Klug, 1829)
  - Chalcophora detrita detrita (Klug, 1829)
  - Chalcophora detrita marani Obenberger, 1935
- Chalcophora intermedia Rey, 1890
- Chalcophora mariana (Linnaeus, 1758) — Большая сосновая златка, или Златка-медянка большая.